# Майкл Едвард Фоссум
Майкл Едвард Фоссум (англ. Michael Edward Fossum) (19 грудня 1957, Су-Фоллс, Південна Дакота) — американський астронавт. 441-й астронавт світу, 275-й астронавт США.

## Біографія
Народився 19 грудня 1957 р. в м. Сіу-Фоллс в штаті Південна Дакота. Виріс в м. МакАллен в Техасі, де в 1976 р. закінчив середню школу. У 1980 р. завершив навчання у Техаському сільськогосподарському та машинобудівному університеті (A&M) зі ступенем бакалавра наук з машинобудування. У 1981 р. в Технологічному інституті ВПС отримав ступінь магістра наук з системотехніки, а в 1997 р. — ступінь магістра наук в галузі космічної фізики в Університеті Х'юстона в м. Кліер-Лейк.
У травні 1980 р. Майкл поступив на службу у ВПС США і в 1981 р., після захисту в Технологічному інституті ВПС, був направлений в Космічний центр Джонсона, де брав участь у забезпеченні управління шатлами. У 1985 р. він закінчив з відзнакою Школу льотчиків-випробувачів ВПС на авіабазі Едвардс і залишився служити на посаді льотного інженера-випробувача в випробувальної ескадрильї літаків F-16. З 1989 по 1992 р. капітан Фоссум був керівником льотних випробувань в 3-му загоні льотно-випробувального центру ВПС на авіабазі Нелліс. Тоді ж він почав «пробиватися» до загону астронавтів NASA і двічі — у жовтні 1989 р. і в грудні 1991 р. — запрошувався на співбесіду.
У 1992 р. Майкл Фоссум пішов з активної служби в запас і в наш час[коли?] має звання полковника ВПС резерву. Його наліт — понад 1000 годин на 34 типах літаків.

## Кар'єра в НАСА
У січні 1993 р. Фоссум поступив на роботу в NASA системним інженером. Спочатку він брав участь у роботах з вивчення можливості використання російського корабля «Союз ТМ» як засіб порятунку екіпажу Космічної станції, що проектувалася тоді в США. Наприкінці 1993 р. був призначений представником Директорату операцій льотних екіпажів в ході перегляду проекту МКС. У серпні 1994 р. втретє проходив співбесіду для зарахування в загін і знову залишився «за бортом».
Після цього Майкл працював у Директораті управління польотами, відповідаючи за питання, пов'язані зі складанням станції. У 1996 р. він забезпечував роботу Відділу астронавтів як технічний помічник шатлу та інших питань. У 1997 р. працював льотним інженером-випробувачем за проектом корабля Х-38 (прототип корабля-рятувальника для МКС) в Технічному директораті Центру Джонсона і брав участь у льотних випробуваннях в Центрі Драйдена.
4 червня 1998 року Майкл Фоссум з четвертої спроби (!) був зарахований до загону астронавтів NASA (17-й набір). У 1998–2000 рр.. пройшов курс ОКП і отримав кваліфікацію спеціаліста польоту. Після цього працював у Відділі астронавтів, керував розробкою польотного програмного забезпечення для МКС, був оператором зв'язку в ЦУПі і головним оператором зв'язку з екіпажем МКС-6.
2 грудня 2003 року Фоссум був призначений в екіпаж STS-121. Це його перший космічний політ.
Нагороджений медаллю ВПС США та іншими нагородами.
Одружений, четверо дітей.